# ルキウス・ウェトゥリウス・ピロ (紀元前206年の執政官)
ルキウス・ウェトゥリウス・ピロ（ラテン語: Lucius Veturius Philo、生没年不詳）は紀元前3世紀後期の共和政ローマの政治家・軍人。紀元前206年に執政官（コンスル）を務めた。

## 出自
ピロはパトリキ（貴族）であるウェトゥリウス氏族の出身である。ウェストリウス氏族は共和政ローマ建国にも関わった氏族で、紀元前499年にガイウス・ウェトゥリウス・ゲミヌス・キクリヌスが執政官に就任しているが、ピロは氏族としては最後の執政官となった。父も祖父もプラエノーメン（第一名、個人名）はルキウスであるが、父は紀元前220年の執政官ルキウス・ウェトゥリウス・ピロであると思われる。祖父に関しては名前以外は不明である。

## 経歴
ピロの経歴は第二次ポエニ戦争と重なる。紀元前213年、アッピウス・クラウディウス・プルケルのレガトゥス（副官）の一人として部隊を指揮。紀元前210年には上級按察官（アエディリス・クルリス）、紀元前209年には法務官（プラエトル）としてガリア・キサルピナでの作戦を担当した。ガリアでの任務はその後1年延長されることになる。
紀元前207年、執政官マルクス・リウィウス・サリナトルのレガトゥスとして、イベリア半島からイタリアに侵入し兄ハンニバルと合流しようとしたハスドルバルと戦った。ローマ軍はメタウルスの戦いで勝利したが、ピロもここで勇気を示した。このため、ピロはローマに勝利を伝える伝令の一人に選ばれた。同年末、サリナトルの支持もあり、同僚であったプレブス（平民）のクィントゥス・カエキリウス・メテッルスと共に執政官選挙に当選した。
両執政官は両執政官はブルティム（現在のカラブリア州）を担当戦域とした。ハンニバルはこの年には軍事行動を全く行わなかった。任期の終わりに、翌年この地域を誰が担当するかのくじ引きが行われ、メテッルスが引き続き南イタリアを担当することとなった。
紀元前205年、翌年の選挙のために元同僚執政官であったメテッルスが独裁官（ディクタトル）に、ピロは騎兵長官（マギステル・エクィトゥム）に任命された。プブリウス・コルネリウス・スキピオ（後のアフリカヌス）がアフリカ遠征を開始すると、ピロはレガトゥスとしてその軍に加わった。しかし詳細は不明である。ザマの戦いの後、ピロはカルタゴ大使と共にローマに到着し、元老院に対して最後の勝利を報告した。
その後のピロに関しては記録が無い。

## 参考資料

### 古代の資料
- ティトゥス・リウィウス『ローマ建国史』
- カピトリヌスのファスティ

### 研究書
- Broughton T. Magistrates of the Roman Republic. - New York, 1951. - Vol. I. - 600 p.
- Gundel H. "Veturius" // Paulys Realencyclopädie der classischen Altertumswissenschaft . - 1958. - Bd. VIII A, 2. - Kol. 1880-1882.
- Gundel H. :Veturius 20" // Paulys Realencyclopädie der classischen Altertumswissenschaft . - 1958. - Bd. VIII A, 2. - Kol. 1895-1897..